# Bùi Anh Tuấn
Bùi Anh Tuấn (sinh ngày 9 tháng 9 năm 1991) là một nam ca sĩ người Việt Nam. Anh bắt đầu được biết đến khi giành lần lượt giải Nhất các cuộc thi Coca-Cola Music Award và Ngôi sao Tiếng hát Truyền hình vào năm 2011, và trở nên nổi tiếng trong giới trẻ kể từ khi tham gia mùa đầu tiên của cuộc thi truyền hình Giọng hát Việt.

## Tiểu sử và sự nghiệp
Bùi Anh Tuấn là một cựu sinh viên của Nhạc viện Thành phố Hồ Chí Minh. Anh sinh ra trong một gia đình không có ai hoạt động trong lĩnh vực nghệ thuật. Bùi Anh Tuấn có giọng hát trong và cao. Do bệnh dị ứng mũi không chịu được cái lạnh của mùa đông miền Bắc, anh được gia đình định hướng chuyển vào Thành phố Hồ Chí Minh khi mới học hết lớp 10. Năm 2008, Bùi Anh Tuấn đỗ Thủ khoa hệ Trung cấp thanh nhạc của Nhạc viện Thành phố Hồ Chí Minh, nơi anh vừa học nhạc vừa theo học tiếp chương trình phổ thông trung học. Sau đó, anh tiếp tục học lên hệ Đại học của Nhạc viện. Ngay từ khi còn đi học, Bùi Anh Tuấn đã tham gia nhiều cuộc thi hát. Năm 2009, anh tham gia cuộc thi Tuyển chọn giọng hát hay hàng tuần của Đài Phát thanh VOH TP. HCM và giành giải tư. Sau đó, anh tiếp tục giành giải Khuyến khích Tiếng ca học đường năm 2010. Trong năm 2011, Bùi Anh Tuấn gặt hái nhiều giải thưởng lớn bao gồm giải Cá nhân xuất sắc nhất và Nhóm thí sinh xuất sắc nhất (cùng nhóm Melodies) tại Coca-cola Music Award, và giải Nhất cuộc thi Ngôi sao tiếng hát truyền hình. Bùi Anh Tuấn thật sự trở thành một hiện tượng sau khi thể hiện rất thành công ca khúc "Nơi tình yêu bắt đầu" tại vòng Giấu mặt cuộc thi Giọng hát Việt năm 2012. Cùng năm, anh nhận giải Nam nghệ sĩ mới xuất sắc nhất của Zing Music Awards. Năm 2018, Bùi anh Tuấn nhận 3 Giải Mai Vàng ở hạng mục Nam ca sĩ hát nhạc nhẹ, Video ca nhạc (cho "Chốn cũ") và Nghệ sĩ của năm.
Bùi Anh Tuấn sở hữu loại giọng tenor (nam cao), âm sắc đẹp đậm chất Hà Nội và kỹ thuật thanh nhạc khá tốt. Chưa kể, cảm xúc trong giọng hát của Bùi Anh Tuấn cũng được giới chuyên môn đánh giá cao. Tất cả điều này, là tiền đề cho sự thành công của anh trong dòng nhạc Ballad.

## Giải thưởng và đề cử
| Năm  | Giải thưởng                    | Hạng mục                                     | Tư cách nhận giải      | Kết quả   | Chú thích     |
| ---- | ------------------------------ | -------------------------------------------- | ---------------------- | --------- | ------------- |
| 2011 | Ngôi sao tiếng hát truyền hình | Giải Nhất                                    | Cá nhân                | Đoạt giải | [ 2 ]         |
| 2011 | Ngôi sao tiếng hát truyền hình | Thí sinh thể hiện bài hát về Tp.HCM hay nhất | Cá nhân                | Đoạt giải | [ 2 ]         |
| 2012 | Zing Music Awards              | Nam nghệ sĩ mới xuất sắc nhất                | Cá nhân                | Đoạt giải | [ 7 ]         |
| 2012 | Zing Music Awards              | Nam ca sĩ được yêu thích nhất                | Cá nhân                | Đề cử     | [ 9 ]         |
| 2013 | Bài hát yêu thích              | Tháng 2, 3                                   | "Nơi tình yêu bắt đầu" | Đoạt giải | [ 10 ]        |
| 2013 | Làn sóng xanh lần thứ 16       | Nam ca sĩ triển vọng                         | Cá nhân                | Đề cử     | [ 11 ]        |
| 2014 | Bài hát yêu thích              | Tháng 8, 9                                   | "Nỗi nhớ vô hình"      | Đoạt giải | [ 12 ] [ 13 ] |
| 2014 | Giải Mai vàng lần thứ 20       | Nam ca sĩ nhạc nhẹ                           | Cá nhân                | Đề cử     | [ 14 ]        |
| 2014 | Làn sóng xanh lần thứ 17       | Nam ca sĩ triển vọng                         | Cá nhân                | Đề cử     | [ 15 ]        |
| 2015 | Làn sóng xanh lần thứ 18       | Nam ca sĩ triển vọng                         | Cá nhân                | Đề cử     | [ 16 ]        |
| 2016 | Giải Mai vàng lần thứ 22       | Nam ca sĩ nhạc nhẹ                           | Cá nhân                | Đề cử     | [ 17 ]        |
| 2018 | Giải Mai vàng lần thứ 24       | Nghệ sĩ của năm                              | Cá nhân                | Đoạt giải | [ 8 ]         |
| 2018 | Giải Mai vàng lần thứ 24       | Nam ca sĩ nhạc nhẹ                           | Cá nhân                | Đoạt giải | [ 8 ]         |
| 2018 | Giải Mai vàng lần thứ 24       | Video ca nhạc                                | "Chốn cũ"              | Đoạt giải | [ 8 ]         |
| 2019 | Làn Sóng Xanh Next Step        | Sự kết hợp xuất sắc                          | "Cưới nhau đi"         | Đề cử     | [ 18 ]        |

## Sản phẩm âm nhạc

### Album
| STT | Tựa đề album                           | Năm phát hành | Chú thích | Danh sách bài hát |
| --- | -------------------------------------- | ------------- | --- | --- |
| 1   | Tết trong tâm hồn                      | 2012          | Mini album nhạc xuân được Bùi Anh Tuấn kết hợp cùng Zing MP3 phát hành kỷ niệm chiến thắng của anh tại cuộc thi Ngôi sao tiếng hát truyền hình 2011. | Danh sách bài hát 1. Tết trong tâm hồn ft. Mr.T (Hoàng Tôn) 2. Xuân có em (Hoàng Tôn) 3. Ngày mới bắt đầu ft. Đạt TMT (Bùi Anh Tuấn & Đạt TMT) |
| 2   | Nơi tình yêu trở lại                   | 2013          | Mini album nhạc số phát hành trên Zing MP3. | Danh sách bài hát 1. Nơi tình yêu trở lại (Tiến Minh) 2. Tự khúc mùa đông (Tường Văn) 3. Nước mắt (Nhạc ngoại lời Việt Lil' Knight) 4. Nơi đó (Kiên Trần) 5. Về đây nhé (Kiên Trần) |
| 3   | Xin em (Album Collection 1)            | 2016          | Full album đầu tiên của Bùi Anh Tuấn, nằm trong chuỗi dự án đánh dấu sự trở lại của nam ca sĩ trên thị trường âm nhạc với sự "lột xác" trẻ trung hơn từ diện mạo đến phong cách trình diễn. Xin em gồm 10 ca khúc ballad, R&B, trong đó có nhiều ca khúc đã làm nên tên tuổi Bùi Anh Tuấn như Nơi tình yêu bắt đầu, Nơi tình yêu kết thúc, Chỉ còn lại tình yêu, Buông, Mơ Hồ,...Album được phát hành CD và nhạc số trên Zing MP3. Album dẫn đầu bảng xếp hạng Zing MP3 trong 3 tuần 39, 40, 41 năm 2016 . MV ca khúc chủ đề của album (Xin em) cũng đạt top 1 ZingChart tuần 39 năm 2016. | Danh sách bài hát 1. Xin em (Nguyễn Hồng Thuận) 2. Hàn gắn (Nguyễn Hoàng Tôn) 3. Nơi tình yêu bắt đầu (Tiến Minh) 4. Nơi tình yêu kết thúc (Tiến Minh) 5. Chỉ còn lại tình yêu (Tiến Minh) 6. Buông (Nguyễn Duy Anh) 7. Gần (Kiên Trần) 8. Bí mật không tên (Aitai) 9. Ngừng (Nguyễn Duy Anh) 10. Mơ hồ (Nhạc ngoại lời Việt Bùi Anh Tuấn) |
| 4   | Mùa đông tình yêu (Album Collection 2) | 2016          | Album song ca kết hợp cùng 8 nữ ca sĩ: Hồ Ngọc Hà, Hương Tràm, Bảo Thy, Bảo Anh, Dương Hoàng Yến, Giang Hồng Ngọc, Minh Uyên, và Vũ Thảo My. Album là tiền đề chuẩn bị cho Christmas Live Concert Bùi Anh Tuấn mang chủ đề Nơi tình yêu bắt đầu - concert đầu tiên của nam ca sĩ. | Danh sách bài hát 1. Mùa đông tình yêu ft. Hương Tràm (Phúc Bồ) 2. Ta vẫn còn yêu ft. Hồ Ngọc Hà (Nguyễn Hồng Thuận) 3. Dù tình phôi phai ft. Hồ Ngọc Hà (Đỗ Hiếu) 4. Đêm cô đơn ft. Bảo Thi (Trung Kiên) 5. Con tim dại khờ ft. Bảo Anh (Dũng Phạm) 6. Ngỡ một lần nữa em quay về ft. Giang Hồng Ngọc (Phúc Trường) 7. Đã từng ft. Dương Hoàng Yến (Aitai) 8. Từng vì nhau ft. Dương Hoàng Yến (Aitai) 9. Quên ft. Minh Uyên (Isaac Thái) 10. Giấc mơ thiên đường ft. Vũ Thảo My (Lê Phương) |

### Album kết hợp (compilation album)
| STT | Tựa đề album                                                   | Năm phát hành | Chú thích | Danh sách bài hát thể hiện |
| --- | -------------------------------------------------------------- | ------------- | --- | --- |
| 1   | Cuộc xâm lăng của các chàng trai - The B-Invasion V-star Vol 3 | 2013          | Album nằm trong dự án âm nhạc Vstar Great Hits được khởi xướng bởi ca sỹ Đăng Khôi. Album có sự kết hợp của 6 nam ca sĩ: Bùi Anh Tuấn, Lê Hiếu, Ngô Kiến Huy, Đăng Khôi, Ông Cao Thắng và Hồ Quang Hiếu. | Danh sách bài hát 1. Gần (Kiên Trần) |
| 2   | Thu Nhớ - Young hit young beat Vol 2                           | 2014          | Album nằm trong chuỗi dự án Young hit young beat - chuỗi dự án hỗ trợ các tài năng âm nhạc trẻ của ca sĩ Mỹ Linh, nhạc sĩ Anh Quân, nhạc sĩ Huy Tuấn và ekip. Thu nhớ gồm 10 ca khúc được thể hiện bởi các ca sĩ trẻ: Bùi Anh Tuấn, Nhật Thủy, Bảo Anh, Hoà Minzy, Huyền My, Min St 319, Hà Minh Tiến, Dương Trần Nghĩa, Bảo Kun, rapper Mr A, rapper Windy B.I.G. Thu nhớ cũng có sự tham gia của những nhà sản xuất, nhạc sĩ trẻ: Nguyễn Hải Phong, Phạm Toàn Thắng, Phan Mạnh Quỳnh, Việt Thắng, Mian, Thành Vương, Khắc Hưng, Nguyễn Thanh Bình, Cao Vịnh, Thanh Tâm, Việt Thắng, Tâm Vũ. Album cũng được sự hỗ trợ của các nhạc sĩ, ca sĩ đã thành danh: nhạc sỹ Anh Quân, nhạc sỹ Huy Tuấn, nhạc sỹ Quốc Long và ca sỹ Mỹ Linh. | Danh sách bài hát 1. Ai cũng có ngày xưa (Phan Mạnh Quỳnh)                                                                                            |
| 3   | Hát gọi mùa xuân - Young hit young beat Vol 3                  | 2015          | Album nhạc số nằm trong chuỗi dự án Young hit young beat - chuỗi dự án hỗ trợ các tài năng âm nhạc trẻ của ca sĩ Mỹ Linh, nhạc sĩ Anh Quân, nhạc sĩ Huy Tuấn và ekip. Album gồm 10 ca khúc nhạc xuân được phối lại Theo phong cách trẻ trung và được thể hiện bởi những giọng ca trẻ: Bùi Anh Tuấn, Văn Mai Hương, Anna Trương, Mỹ Anh, Đinh Mạnh Ninh, Dương Trần Nghĩa, Mr.A, Thùy Chi, nhóm Ayor ( X- Factor), Ái Phương, Hoàng Tôn, Cao Thanh Thảo My. ALbum được sự hỗ trợ của nhạc sĩ Quốc Long và nhà sản xuất Hương Ly. | Danh sách bài hát 1. Lời tỏ tình mùa xuân (Thanh Tùng) 2. Phút giao thừa lặng lẽ ft. Đinh Mạnh Linh, Văn Mai Hương, Anna Trương (Anh Quân & Huy Tuấn) |

### Dự ánLang thang hát cùng Bùi Anh Tuấn
Lang thang hát cùng Bùi Anh Tuấn là một dự án âm nhạc trong đó Bùi Anh Tuấn kết hợp cùng người thân, bạn bè, đồng nghiệp và các tài năng trẻ giới thiệu các ca khúc mới hay những bản phối mới của các ca khúc đã được phát hành. Đồng hành cùng Bùi Anh Tuấn trong mùa 1 là em gái Bùi Minh Tâm, người thầy trong âm nhạc của anh ca sỹ Hồ Ngọc Hà, các đồng nghiệp, bạn bè thân thiết Yanbi, Orange, Thế Bảo, Ái Phương và các tài năng trẻ được tuyển chọn qua vòng casting online "Hát Cùng Tuấn" Mai Chí Công, Tuấn Hiệp và Thanh Sang. Đúng như tên gọi, ở mỗi số phát hành, Bùi Anh Tuấn đưa khán giả "lang thang" qua từng con đường, góc phố, những nơi thân thuộc với anh. Mỗi số là một kỷ niệm, một tâm sự về cuộc sống và con đường sự nghiệp của Bùi Anh Tuấn được chia sẻ qua những câu chuyện và bài hát. Mùa 1 của dự án gồm 8 số, phát hành hàng tuần trên kênh youtube Bùi Anh Tuấn từ ngày 16/10/2018 đến ngày 05/12/2018.
| Số phát hành | Bài hát                             | Khách mời             | Sáng tác                                                    | Ngày phát hành |
| ------------ | ----------------------------------- | --------------------- | ----------------------------------------------------------- | -------------- |
| 1            | Chưa bao giờ mẹ kể                  | Bùi Minh Tâm          | Châu Đăng Khoa                                              | 16/10/2018     |
| 2            | Đi về phía thinh lặng               | Orange                | Châu Đăng Khoa                                              | 23/10/2018     |
| 3            | Chốn cũ                             | Mai Chí Công          | Zen                                                         | 30/10/2018     |
| 4            | Giá như mình đã bao dung            | Hồ Ngọc Hà            | Nguyễn Hồng Thuận                                           | 06/11/2018     |
| 5            | Mashup Người thầy                   | Tuấn Hiệp, Thanh Sang | Nguyễn Ngọc Thiện - Vũ Hoàng & Lê Văn Lộc - Nguyễn Nhất Huy | 13/11/2018     |
| 6            | Giấc mơ                             | Yanbi                 | BUENO & Yanbi                                               | 20/11/2018     |
| 7            | Đừng sống mãi trong bài hát của anh | Thế Bảo               | Thế Bảo                                                     | 27/11/2018     |
| 8            | Lặng yên                            | Ái Phương             | Dương Trường Giang                                          | 04/12/2018     |

### OST
- Nơi tình yêu kết thúc (Tiến Minh) - Giọt nước rơi (2013)
- Nơi tình yêu trở lại (Tiến Minh) - Giấc mơ hạnh phúc (2013)
- Kiếp đàn (Tiến Minh) - Kịch Tiếng đàn vùng mê thảo - Nhà hát Kịch Hà Nội (2013)
- Những phút giây ban đầu (Tiến Minh) - Kịch Điệp khúc virus - Nhà Hát Kịch Hà Nội (2013)
- Lạc nhịp (Tiến Minh) - Kịch điệp khúc virus - Nhà hát Kịch Hà Nội (2013)
- Lạc nhịp (Tiến Minh) - Người giữ lửa (2019)
- Nỗi nhớ vô hình (Tiến Minh) - Lạc giới (2014)
- Tôi tin (Nguyễn Hồng Thuận) - Nợ ân tình (2014)
- Chỉ là giấc mơ (Kim Ngọc) - Ma dai (2015)
- Hẹn một mai (Nguyễn Duy Anh) - 4 năm, 2 chàng, một tình yêu (2016)
- Mãi mãi là của nhau (Nguyễn Duy Anh) - 4 năm, 2 chàng, một tình yêu (2016)
- Hãy yêu anh (Lê Phương) - Đời cho ta bao lần đôi mươi (2017)
- Trò đùa của tạo hoá (Nguyễn Hồng Thuận) - Lô tô (2017)
- Dấu yêu xưa (Nguyễn Anh Vũ) - Bước nhảy hoàn vũ (2017)
- Bình minh sớm mai (Nguyễn Hồng Thuận) - Sóng xô rẽ phải (2017)
- Lặng yên ft. Ái Phương (Dương Trường Giang) - Lặng yên dưới vực sâu (2018)
- Bên anh (Nguyễn Duy Anh) - Sitcom Bí mật quý ông (2018)
- Phố lạnh (Tiến Minh) - Kịch nói Điều tốt đẹp còn lại - Nhà hát Kịch Hà Nội (2019)
- Vẽ lại bức tranh (Bim) - Lật Mặt 7: Một Điều Ước (2024)

### Bài hát khác
- Như ban đầu yêu nhau (Kiên Trần)
- Oh daddy ft. Mr.T (Mr.T)
- Con khóc (Bùi Anh Tuấn - Yanbi)
- Phố không mùa (MV) - Bùi Anh Tuấn, Dương Trường Giang (Dương Trường Giang)
- Để em rời xa ft. JC Hưng (FB Boiz)
- Hà nội mùa lá bay (MV lyrics) - Dương Trường Giang ft. Bùi Anh Tuấn (Dương Trường Giang)
- Cần lắm ft. Hoàng Rapper, Phúc Bồ (Hoàng Rapper)
- Anh biết (Kiên Trần)
- Yên bình (Nguyễn Hồng Hải)
- Don't forget (Nhạc ngoại lời Việt Bùi Anh Tuấn)
- Lạc new version (Kiên Trần)
- Người điên (Kiên Trần)
- Gotta love you - Yanbi ft. Bueno, Bùi Anh Tuấn (Yanbi)
- Cứ Mơ Đi - Dương Trường Giang, Bùi Anh Tuấn (Dương Trường Giang)
- Khi mùa thu đi qua (MV) - Dương Hoàng Yến ft. Bùi Anh Tuấn (Aitai)
- I'm losing you (Nguyễn Hoàng Duy)
- Việt Nam tươi đẹp (MV) - Nhiều nghệ sỹ (Châu Đăng Khoa)
- Thanh xuân của chúng ta (MV) - Bùi Anh Tuấn, Bảo Anh (Châu Đăng Khoa)
- Chia tay (Kiên Trần)
- Chia tay trong mưa ft.Hương Tràm (Aitai)
- Nói với em rằng (MV) (Tiến Minh)
- Anh sẽ là người ra đi ( Kiên Trần)
- Chốn cũ (MV) (ZEN)
- Việt Nam viết nên những giấc mơ (MV) - Nhiều nghệ sĩ (Huỳnh Hiền Năng)
- Không phải em đúng không acoustic ver (MV) - Dương Hoàng Yến ft. Bùi Anh Tuấn - (Khắc Việt)
- Vị quê nhà acoustic ver (MV) ft. Lou Hoàng (Only C)
- Ô kìa mùa xuân vui (MV) - Bùi Anh Tuấn, Trung Quân, Ali Hoàng Dương Gin Tuấn Kiệt (Nguyễn Minh Cường)
- Cưới nhau đi (MV) - Bùi Anh Tuấn, Hiền Hồ (Châu Đăng Khoa)
- Nghe nói anh sắp kết hôn (MV) - Văn Mai Hương ft. Bùi Anh Tuấn (Hứa Kim Tuyền)
- Thuận theo ý trời (MV) (Vương Anh Tú)
- Lạnh lẽo (MV) - Ái Phương ft. Bùi Anh Tuấn (Nhạc ngoại lời Việt Ái Phương)
- Lạc nhịp (MV Lyrics)- Tiến Minh ft. Bùi Anh Tuấn (Tiến Minh)
- Thank you những chiến binh thầm lặng (MV)- Hồ Ngọc Hà, Đông Nhi, Ngô Kiến Huy, Noo Phước Thịnh, Bùi Anh Tuấn, Bảo Anh, V.A. (Phạm Việt Hoàng)
- Phút giây ban đầu (MV Lyrics) (Tiến Minh)
- Đường ai nấy đi (MV) (Nguyễn Minh Cường)
- Sự tích mùa xuân ft. ICD (Dương Trường Giang)
- Người duy nhất (MV Lyrics) (Nguyễn Hồng Thuận)
- Hạnh phúc xuân - Bùi Anh Tuấn, Văn Mai Hương (Vũ Ngọc Bích)

### Liveshow - Concert
| - Live christmas concert 2016 - Đại nhạc hội Son II Em mơ 2018 - Liveshow Mùa thu vàng 2018 | - Music home số 7 - Liveshow Chuyện tình trong mơ 2019 - Gala nhạc Việt fan party T9/2019 | - Khách mời Fragile+ in Saigon concert (Hà Anh Tuấn) 2017, Thời gian - Mỹ Linh tour 2018, 25 Concert (Hoàng Dũng) 2021 |

## Phim ảnh
- Vệ sĩ, tiểu thư và thằng khờ - Phim hài chiếu rạp 2016 - Đạo diễn Nguyễn Thu & Việt Anh: Vai thằng khờ - Thiên Vương

## Chương trình truyền hình
| - Giọng hát Việt (mùa 1) - Gala nhạc Việt - Bữa trưa vui vẻ - Chinh phục đỉnh cao (mùa 1) - Cặp đôi hoàn hảo (mùa 3) | - Ca sĩ giấu mặt 2017 - Trời sinh một cặp (mùa 2) - Chuyện tối nay với Thành - Giọng ải giọng ai ( mùa 1 tập 14 và mùa 3 tập 4) | - Ca sĩ tranh tài - Ơn giời cậu đây rồi! - Việt Nam tươi đẹp - Một chuyến đi |